# مسجد المالك
جامع الملك هو مسجد تونسي يقع في مدينة القيروان .

## المعمار
يعود تاريخه إلى XVIII القرن الثامن عشر ، يحوزالجامع على الطابق الرئيسي من بناية مكونة من طابقين ، تقع في زاوية شارع علي بلهوان . يتم الوصول إلى قاعة الصلاة عبر سلالم ضيقة على جانب المبنى ، ويحتوي الطابق الارضي على عدد من المتاجر.
تتميز عمارة المسجد ببساطتها ، فهي مصنوعة من جدران بيضاء فقط لازينة فيها ولا زخارف تحتوي فقط على الأبواب والنوافذ ، إلا أن المئذنة هي التي تمثل العنصر الأبرز في المبنى: هو برج مربع من الآجر والملاط وفيه عمود مركزي محاط بدرج يصعد إلى السطح.